# نیمه نیلوفر (فیلم)
نیمه نیلوفر (به انگلیسی: Half Nelson) فیلمی در ژانر درام به کارگردانی رایان فلک و نویسندگی فلک و آنا بودن می‌باشد که در سال ۲۰۰۶ منتشر شد. ستاره‌های این فیلم رایان گاسلینگ، شارکا اپس و آنتونی مکی هستند.رایان گاسلینگ به خاطر ایفای نقش در این فیلم نامزد دریافت جایزه اسکار بهترین بازیگر نقش اول مرد شد. گروه کانادایی بروکن سوشیال سین موسیقی متن فیلم را ساختند. نیمه نیلوفر براساس فیلمی ۱۹ دقیقه‌ای با عنوان گائونس، بروکلین (۲۰۰۴)، کاری از بودن و فلک، ساخته شده است. این فیلم اولین نمایشش را در فستیوال فیلم ساندنس ۲۰۰۶ داشت و بعد به صورت عمومی، در تاریخ ۱۱ اوت ۲۰۰۶ در سینماها اکران شد.